# Monastero di San Cirillo di Beloozero
Il monastero di San Cirillo di Beloozero (in russo Кирилло-Белозерский монастырь?, Kirillo-Belozerskij monastyrʾ), anche monastero dell'Assunzione di San Cirillo, è il monastero più grande della Russia settentrionale, fu fondato nel 1397. Dal XX secolo, la città di Kirillov è cresciuta fino ad arrivare nei pressi del monastero.